# Logny-lès-Aubenton
 Logny-lès-Aubenton  là một xã ở tỉnh Aisne, vùng Hauts-de-France thuộc miền bắc nước Pháp.